# Château de Viarmes
Le château de Viarmes est un château situé à Viarmes, dans le département du Val-d'Oise (Île-de-France). Il a été inscrit aux monument historique par arrêté du 20 novembre 1926. Il abrite la mairie et un petit musée consacré à l'histoire locale.

## Historique
Ce château a été construit en 1758 à la demande de Jean-Baptiste Élie Camus de Pontcarré, seigneur de Viarmes, à l'emplacement d'un ancien château-fort, comme l'attestent les fouilles archéologiques prescrites par l’État dans le cadre de l’aménagement de la place de la mairie. Ces fouilles ont mis en évidence un mur d'enceinte avec des tours, des logis intérieurs, avec notamment le pavement des salles du château en céramique glaçurée avec parfois des motifs géométriques ou historiés (armoiries de la Maison de Chambly). Des fossés mis au jour pourraient correspondre à ceux d’un habitat fortifié de la fin du haut Moyen Âge (X-XIe siècles) évoluant  ensuite vers un château médiéval, les  seigneurs de Chambly prenant possession du château-fort au XIIIe siècle et y faisant effectuer d'importants aménagements.  
Le château est inscrit monument historique par arrêté du 20 novembre 1926.

## Description
Ce château de style classique sur un plan en U renversé, avec des façades en pierres de taille blondes de la région et des moellons couvertes d'enduit, comporte un étage et un toit à la Mansart. La façade principale sur la place Pierre-Salvi est dotée d'un corps central en légère saillie, large de trois fenêtres et surmontée d'un fronton triangulaire orné par un bas-relief sur le thème du blason du premier propriétaire. Ici se situe l'entrée principale, encadrée par quatre colonnes doriques simplifiées d'un étage de hauteur, portant un toit plat pour protéger le perron. Ce dernier est accessible par un escalier d'honneur dont la largeur diminue du bas vers le haut, et il est doté de balustrades. Sur l'arrière du château, les deux ailes nord et sud sont surmontées de frontons en arc de cercle, portant eux aussi des bas-reliefs avec deux lions encadrant un blason. Dans son ensemble, le château est sobre, mais d'un style recherché et élégant, avec une recherche de symétrie s'exprimant à travers des quatre façades.
La ville a racheté le château en 1857 pour en faire sa mairie et l'école. Aujourd'hui, le bâtiment n'abrite plus d'école, mais toujours la mairie, ainsi que le musée d'histoire locale  À l'intérieur, subsistent deux pièces aux boiseries en style Rocaille. Ces lambris, les portes et les miroirs font l'objet de l'inscription au titre des Monuments historiques. Le parc du château ne subsiste plus depuis qu'il a été vendu par lots en 1847. 